# Подводные лодки типа Holland 602
Подводные лодки типа Holland 602, В России известные как «Американский Голланд», а в ряде стран как класс H — один из самых многочисленных типов подводных лодок в период Первой мировой войны. Проект был разработан американской компанией Electric Boat Co. Однако большинство субмарин были построены в Канаде на субсидии британской компании Vickers Limited. Подводные лодки типа Holland 602 входили в состав флотов США, Чили, Великобритании, Российской империи, СССР, Италии, Канады, Дании, Германии и Финляндии. Проект считается очень удачным, некоторые корабли этого типа завершили службу лишь после Второй Мировой войны.

## История постройки и эксплуатации
Прототипами класса были две субмарины, заказанные в 1911 году для чилийского флота. Лодки водоизмещением 313/421 тонн были построены по проектам Джона Филипа Голланда design 19-E и design 19-B. Однако, чилийский флот отказался принимать лодки, после чего они были проданы Канаде. Корабли получили обозначения HMCS CC-1 и HMCS CC-2. Затем были построены три субмарины класса H для ВМС США. Они были созданы по проекту design 30 и имели увеличенное до 358/434 тонн водоизмещение. Лодки получили обозначения USS H-1 (SS-28), USS H-2 (SS-29) и USS H-3 (SS-30). На этих пяти лодках устанавливались реверсивные шестицилиндровые дизельные двигатели MAN мощностью 2×300 л. с. и электромоторы мощностью 2×130 л. с. Все последующие подводные лодки проекта 602 оснащались нереверсивными восьмицилиндровыми дизелями фирмы «Нью-Лондон» (New London Ship and Engine Company, NLSECO) мощностью 2×480 л. с. и электромоторами 2×160 л. с.
В октябре 1914 года, после начала Первой мировой войны, Британское Адмиралтейство заказало 10 субмарин по проекту design 602E, которые затем были построены компанией Canadian Vickers в Монреале, провинция Квебек, Канада. Эти лодки стали Британским классом Н. Ещё десять субмарин для Великобритании были тайно построены на Fore River Yard в Квинси, штат Массачусетс в нейтральных Соединённых Штатах. Эта группа лодок была конфискована правительством США. Две субмарины впоследствии были переданы Великобритании, остальные восемь вошли в состав флотов Чили и Канады. Третья партия субмарин Британского класса H была построена в 1917—1919 в Великобритании, многие из них служили в годы Второй мировой войны.
Летом 1915 года восемь лодок типа 602 были заказаны итальянским флотом (Regia Marina). Все они были построены в Монреале.
Флот Российской империи в 1916 году заказал у Канады 17 подводных лодок. Они были построены по модификациям проекта Holland 602F (5 балтийских) / 602GF (АГ-21..23) / 602L (АГ-24..26) на временных верфях в Барнете, в заливе Буррард, недалеко от Ванкувера. Затем лодки были разобраны, переправлены на корабле во Владивосток, затем по Транссибирской магистрали в Санкт-Петербург и Николаев, на российские верфи для окончательной мелкоузловой сборки. В России лодки были известны как Американский Голланд. До Октябрьской революции в Россию было поставлено 11 из 17 заказанных кораблей. Шесть недоотправленных лодок модификации 602R впоследствии вошли в состав флота США, после сборки на верфи Puget Sound Navy Yard. Эти подлодки получили обозначения H-4 — H-9.
В 1920 годах Финляндия официально включила в состав флота подводные лодки АГ-12 и АГ-16, находившиеся в полузатопленном состоянии у ВМБ Ханко, но они не были восстановлены и в 1929 году были отправлены на металлолом.

## Представители

### Королевский Флот Великобритании
- Группа 1 (1915)
  - H1 — H10 (10 лодок)
- Группа 2 (1915—1918, была конфискована правительством США.)
  - HMS H11 и HMS H12 (2 лодки)
  - H13 — H20 (8 лодок) были переданы Чили и Канаде.
- Группа 3 (1917—1919)
  - H21 — H52 (25 лодок)

### Флот Соединённых Штатов
- USS H-1 — H-3 (3 лодки, прототипы)
- USS H-4 — H-9 (6 лодок, предназначались для флота Российской империи)

### Regia Marina, Италия
- H1 — H8 (8 лодок)

### Флот Российской империи
- Балтийский флот

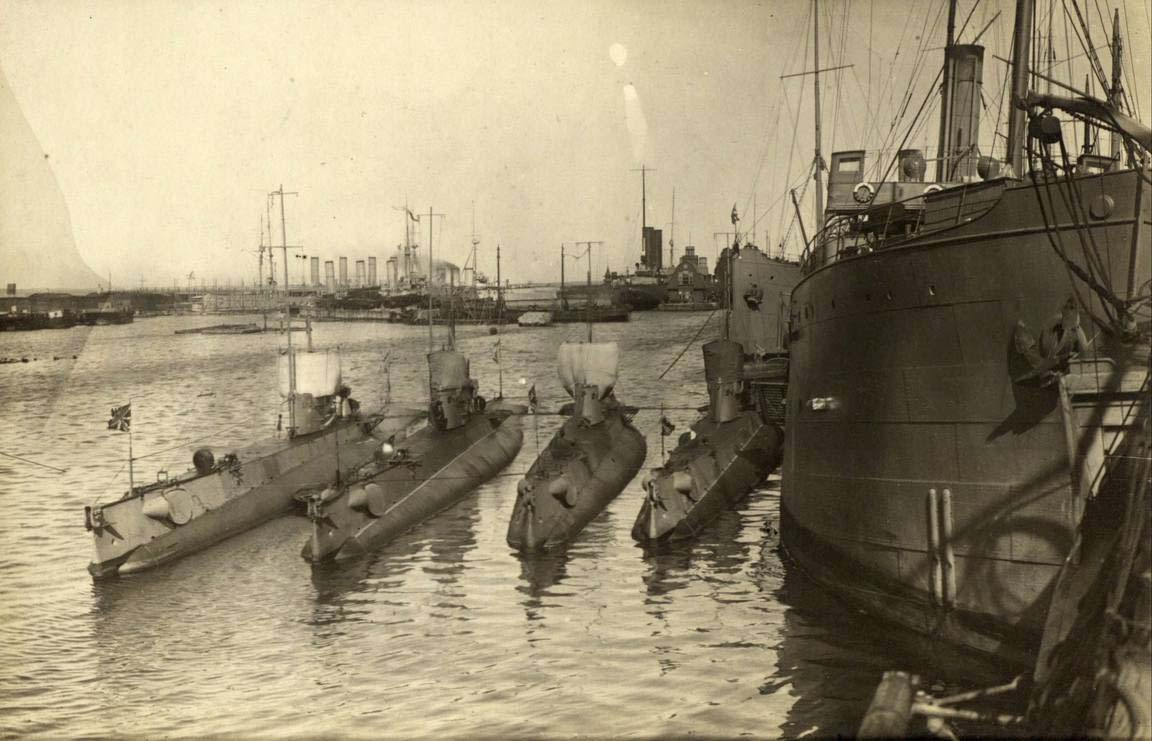
Балтийские лодки типа АГ у борта плавбазы

  - АГ-11, АГ-12, АГ-13 (была переименована в АГ-16), АГ-14, АГ-15. Были объединены в дивизион под командованием графа П. Ф. Келлера.
- Черноморский флот
  - АГ-21, АГ-22, АГ-23, АГ-24, АГ-25, АГ-26.

Планировалась сборка ещё шести лодок в Петрограде, три из них, АГ-17, АГ-18 и АГ-19 для Балтийского флота, а ещё три — АГ-20, АГ-27, АГ-28 — планировалось отправить на Северный флот внутренними водными путями. После октябрьской революции контракт был аннулирован, и лодки позднее вошли в состав ВМС США как USS H-4 — H-9.

### Королевский Канадский флот
- HMCS CH-14 и HMCS CH-15 (2 лодки)

### Чилийский флот
- HMS H13 и HMS H16 — HMS H20 (6 лодок)